# Mia Hermansson-Högdahl
Mia Hermansson-Högdahl (Gotemburgo, 6 de maio de 1965) é uma ex-handebolista profissional e treinadora sueca.
Foi eleita a melhor do mundo pela IHF em 1994.